# Rovapää (kulle, lat 68,27, long 28,45)
Rovapää är en kulle i Finland.   Den ligger i den ekonomiska regionen Norra Lappland och landskapet Lappland, i den norra delen av landet, 900 km norr om huvudstaden Helsingfors. Toppen på Rovapää är 557 meter över havet, eller 55 meter över den omgivande terrängen. Bredden vid basen är 0,71 km.
Terrängen runt Rovapää är huvudsakligen lite kuperad.  Trakten runt Rovapää är nära nog obefolkad, med mindre än två invånare per kvadratkilometer. Det finns inga samhällen i närheten. Omgivningarna runt Rovapää är i huvudsak ett öppet busklandskap.